# West Edmonton Mall
West Edmonton Mall — торговый центр, расположенный в городе Эдмонтоне, Канада. Является самым крупным торговым центром в Северной Америке и 21-м в мире. Торговый центр был основан братьями Гермезиан, эмигрировавшими в Канаду из Ирана в 1959 году. На протяжении 23 лет (с 1981 по 2004 годы) торговый центр считался самым крупным в мире.
West Edmonton Mall имеет общую площадь 570 000 м². В торговом центре располагается более 800 магазинов и пунктов услуг, парковка рассчитана на 20 000 машин. В торговом центре занято более 23 000 работников, посещаемость составляет 28,2 млн посетителей в год.

## История

### Строительство
West Edmonton Mall был построен в четыре очереди. Первая очередь (в 1981 году) включала торговый центр площадью 106 000 м² на территории в 25 га. Вместе с торговым центром открылись три якорных арендатора — Eaton`s, Sears и The Bay, а также 220 розничных магазинов. Затраты на строительство первой очереди торгового центра составили примерно 200 млн канадских долларов (в дальнейшем — доллар). Строительство второй очереди было завершено через два года после открытия первой очереди — в 1983 году, и обошлось в 250 млн долларов. Площадь торгового центра была увеличена на 105 000 м², общее число магазинов составило 460. Третья и четвёртая очереди торгового центра были построены в 1985 и 1998 годах соответственно. Общая стоимость проекта составила 1,2 млрд долларов. В настоящее время West Edmonton Mall — это три тематические улицы, более 800 магазинов, 110 ресторанов, 21 кинотеатр, 9 основных аттракционов, аквариум, казино, аквапарк, часовня, парковка на 20 000 машиномест.

## Аттракционы

### World Water Park

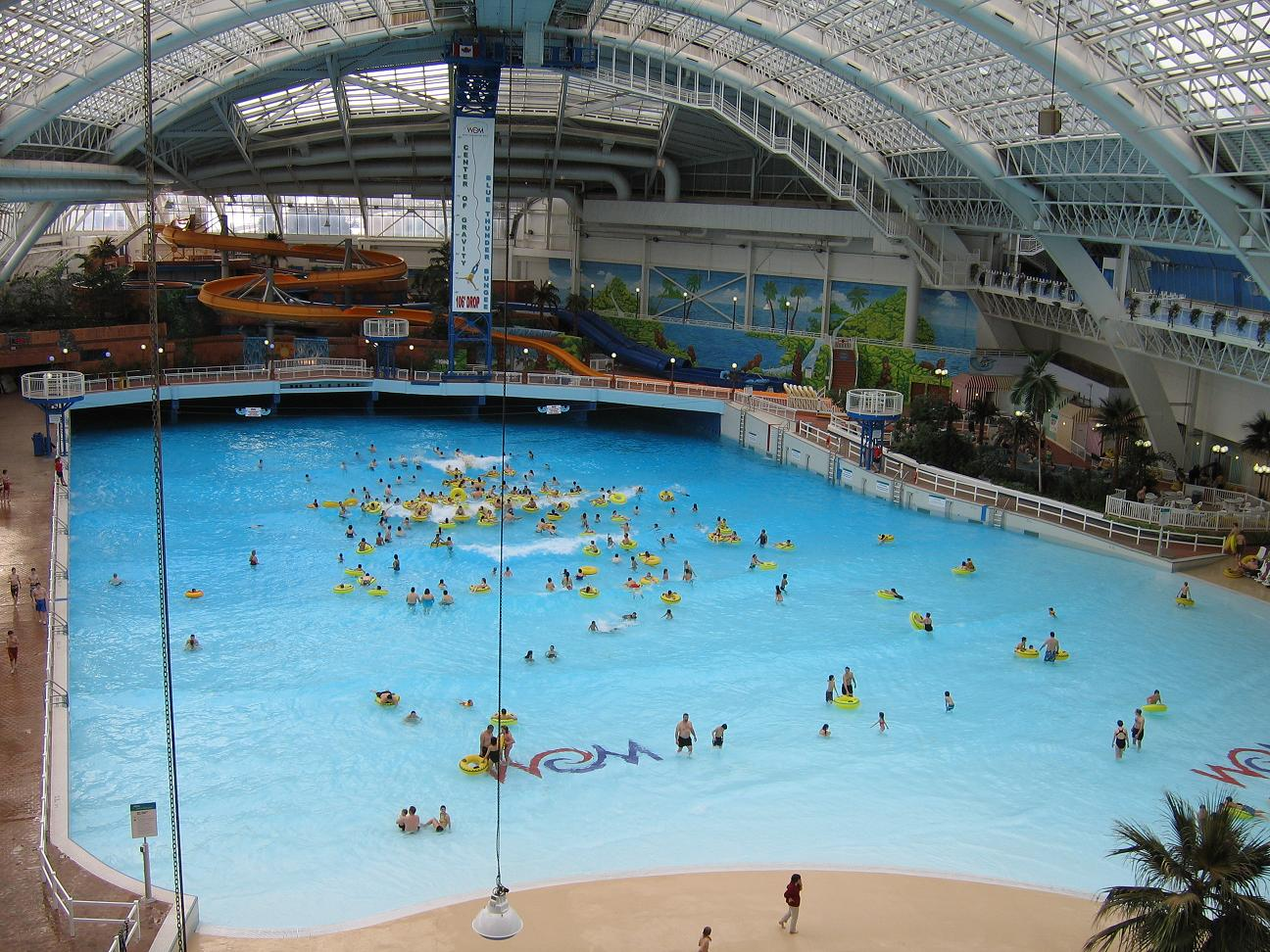
Бассейн World Water Park

World Water Park, построенный в 1985 году, является первым в истории аквапарком в помещении. Аквапарк имеет самый большой бассейн площадью 20 000 м², а также самую высокую площадку для банджи-джампинга в закрытом помещении. Самая высокая водная горка, которая называется Twister, имеет высоту 25,3 м.